# روبي (لغة برمجة)
روبي (أو ياقوت) (بالإنجليزية: Ruby)‏ هي لغة برمجة كائنية متعددة الاستخدام. وتمتاز اللغة بكونها لغة شيئية نقية كما تمتاز باحتوائها على كثير من خواص اللغات الوظيفية.

## تاريخ
في 24 من فبراير سنة 1993 بدأ الياباني يوكيهيرو ’ماتز’ ماتسوموتو (بالإنجليزية: Yukihiro Matsumoto)‏ مشروعه بتطوير وتصميم لغة الروبي. وقد أخذ بالاعتبار في تصميمه أفضل الخصائص والمميزات الموجود في اللغات الآخرى مثل بيرل، بايثون، ليسب، سی إل ‌یو، أيدا. وحرر أول نسخة للعامة في العام 1995. لم تحصل روبي على الشهرة إلا مؤخرا عندما قام دافيد هاينماير هانسون بتطوير الإطار المشهور لبرمجة الوب روبي على قضبان باستخدام روبي في العام 2005.

## فلسفة لغة روبي
ماتسوموتو قال ان لغة برمجة روبي مصممة للإنتاجية وللمرح. وهو يشدد على أن تصميمه أي نظام يحتاج إلى التركيز على احتياجات الإنسان، بدلا من جهاز الكمبيوتر،

## مميزات لغة روبي
- مفتوحة المصدر
- ذات أغراض عامة
- كائنية المنحى
- ديناميكية، ومفسرة
- محمولة
- صيغة نظيفة

مفتوحة المصدر: كون اللغة مفتوحة المصدر يعنى أنه يوجد عدد غير منتهى من المطورين قائمين على اللغة، وسرعة في معالجة الأخطاء.
ذات أغراض عامة: يعنى إمكانية استخدامها في أنواع مختلفة من البرامج سواء في قواعد البيانات أو واجهات رسومية أو برامج علمية أو الويب...إلخ.
لغة كائنية المنحى: الميزة هي أنها الأسلوب الأفضل والأمن لتطوير البرمجيات.
دينامكية: لن تكون مضطرا أن تعلن عن نوع المتغير، بعكس لغات ثانية مثل لغة الجافا.
مفسرة: بمعنى أنها تستخدم مفسر وليس مترجم، سيتبادر إلى ذهنك ما هو المفسر والمترجم.
المترجم: هو برنامج يقوم بتحويل الكود من لغة مثل السى مثلا إلى ملف تنفيذي
المفسر: هو برنامج يقوم بتنفيذ الكود سطر بعد سطر وهذا له مميزات وسلبيات:
فمن المميزات: هي المحمولية على أكثر من نظام تشغيل وأكثر من بنية من العتاد.
بعكس اللغات المترجمة التي ستحتاج إلى إعادة ترجمة برنامجك كل مرة لكل منصة.
من السلبيات: البطء وإمكانية الإطلاع على الكود -وهذه لا تعتبر مشكلة في عالم المصادر الحرة-
المحمولية: بمعنى أنها مدعومة على العديد من النظم.
وكذالك هي لغة بسيطة

## أمثلة
يمكن تشغيل الأمثلة التالية بحفظها في ملف وتشغيلها عن طريق سطر الأوامر بكتابة الأمر Ruby يتبعه اسم الملف أو عن طريق برنامج روبي التفاعلية
المثال الكلاسيكي أهلا بالعالم:
```
puts
 
"Hello World!"

```

أمثالة آخرى على لغة روبي:
```
# Everything, including a literal, is an object, so this works:

-
199
.
abs
 
# 199

"ice is nice"
.
length
 
# 11

"ruby is cool."
.
index
(
"u"
)
 
# 1

"Nice Day Isn't It?"
.
downcase
.
split
(
""
)
.
uniq
.
sort
.
join
 
# " '?acdeinsty"

```

مثال على تحويلات من سلسلة محارف إلى عدد صحيح والعكس:
```
puts
 
"What's your favorite number?"

number
 
=
 
gets
.
chomp

output_number
 
=
 
number
.
to_i
 
+
 
1

puts
 
output_number
.
to_s
 
+
 
' is a bigger and better favorite number.'

```

### سلسلة محارف
وهناك طرق متنوعة من أساليب لتحديد سلسلة محارف في روبي.
```
a
 
=
 
"
\n
This is a double-quoted string
\n
"

a
 
=
 
%Q{
\n
This is a double-quoted string
\n
}

a
 
=
 
%{
\n
This is a double-quoted string
\n
}

a
 
=
 
%/\nThis is a double-quoted string\n/

a
 
=
 
<<-
BLOCK

This is a double-quoted string

BLOCK

```

### مثال حول إعداد مِعماريّة الخَدمات الدقيقة في روبي
كتب هذا المثال في تقرير لموقع توبتال (بالإنجليزية: Toptal)‏. وهو معروضٌ في هذه الصفحة.

## وصلات خارجية
- الموقع الرسمي
- روبي على موقع Open Hub (الإنجليزية)
- روبي على موقع Free Software Directory (الإنجليزية)